# Tapiridae
I tapiri sono dei grandi mammiferi erbivori abitanti delle foreste, morfologicamente simili ad un maiale ma dotati di una piccola proboscide prensile, endemici delle fitte foreste e giungle dell'America meridionale-centrale e del Sud-est asiatico.
Esistono quattro specie riconosciute di tapiro, tutte appartenenti alla famiglia Tapiridae; tre appartengono al genere Tapirus, ed una al genere Acrocodia. Nel 2013, un gruppo di ricercatori affermò di aver identificato una quinta specie di tapiro, il tapiro kabomani (T. kabomani). Tuttavia, l'esistenza del tapiro kabomani come specie distinta è stata ampiamente contestata e recenti prove genetiche suggeriscono in realtà che si tratti invece di una popolazione di tapiri sudamericani.
Le quattro specie che sono state valutate dalla IUCN (tranne T. kabomani) sono tutte classificate nella Lista Rossa IUCN come in Pericolo o Vulnerabili. I tapiri hanno numerosi parenti estinti facenti parte della superfamiglia Tapiroidea, ed i loro parenti più prossimi sono i perissodattili, come cavalli, asini, zebre e rinoceronti.

## Specie
Attualmente, gli unici generi vivente di questa famiglia sono i generi Tapirus e Acrocodia, che insieme raggruppano le quattro specie viventi di tapiro. Le specie del genere Tapirus si trovano tutte nelle foreste dell'America meridionale-centrale, mentre l'unica specie del genere Acrocodia è endemica delle giungle del Sudest asiatico. Alcuni ricercatori hanno identificato una quinta specie, il tapiro kabomani, ma il suo status come specie distinta è ampiamente contestato.

### Specie viventi
| Specie di Tapirus                        | Specie di Tapirus | Specie di Tapirus                                                                                                |
| Nome comune e binomiale                  | Immagine          | Distribuzione |
| ---------------------------------------- | ----------------- | --- |
| Tapiro di Baird (Tapirus bairdii)        |                   | Messico, America Centrale e Sudamerica nordoccidentale                                                           |
| Tapiro sudamericano (Tapirus terrestris) |                   | Venezuela, Colombia e Guiana a nord verso Brasile, Argentina e Paraguay a sud, Bolivia, Perù ed Ecuador ad ovest |
| Tapirus kabomani (specie contestata)     |                   | Dipartimento di Amazonas, in Colombia                                                                            |
| Tapiro delle Ande (Tapirus pinchaque)    |                   | Montagne della cordigliera orientale e centrale in Colombia, Ecuador e nell'estremo nord del Perù.               |

| Specie di Acrocodia                        | Specie di Acrocodia | Specie di Acrocodia                                                          |
| Nome comune e binomiale                    | Immagine            | Distribuzione                                                                |
| ------------------------------------------ | ------------------- | ---------------------------------------------------------------------------- |
| Tapiro dalla gualdrappa (Acrocodia indica) |                     | Cambogia, Indonesia, Laos, Malesia, Myanmar (Birmania), Thailandia e Vietnam |

### Specie estinte
- †Tapirus augustus Matthew & Granger, 1923
- †Tapirus californicus (Merriam, 1912)
- †Tapirus copei Simpson, 1945
- †Tapirus cristatellus (Winge, 1906)
- †Tapirus greslebini Rusconi, 1934
- †Tapirus johnsoni Schultz et al., 1975
- †Tapirus lundeliusi Hulbert, 2010
- †Tapirus merriami Frick, 1921
- †Tapirus mesopotamicus Ferrero & Noriega, 2007
- †Tapirus oliverasi Ubilla, 1983
- †Tapirus polkensis (Olsen, 1860)
- †Tapirus rioplatensis (Cattoi, 1957)
- †Tapirus rondoniensis Holanda et al., 2011
- †Tapirus tarijensis Ameghino, 1902
- †Tapirus veroensis (Sellards, 1918)
- †Tapirus webbi Hulbert, 2005

## Evoluzione

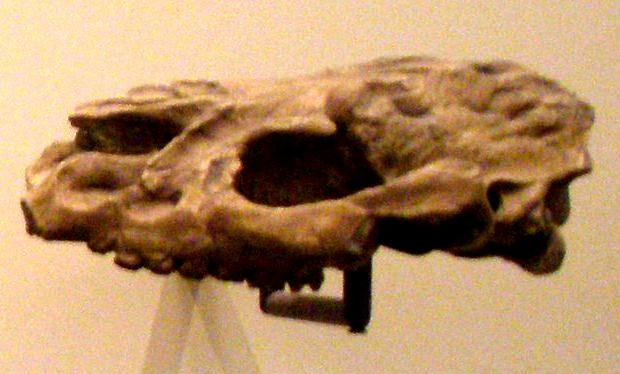
Cranio di Protapirus

I tapiri hanno una storia evolutiva molto lunga, ma nel complesso non sono cambiati molto dalla loro comparsa. L'origine di questi animali va ricercata in alcune piccole forme vissute in Asia e Nordamerica nell'Eocene, tra 55 e 38 milioni di anni fa, gli elaletidi (Helaletidae): questi erano piccoli animali (lunghi una cinquantina di centimetri), dalle zampe non troppo lunghe ma dal corpo piuttosto snello. La dentatura e il cranio iniziava già a richiamare quelle dei tapiri. Nelle forme primitive, come Heptodon dell'Eocene inferiore, non era presente alcun tipo di proboscide, ma alcune specie evolute (ad esempio Helaletes nanus dell'Eocene medio - superiore) forse avevano un grosso labbro prensile.
I primi veri tapiri apparvero nell'Oligocene, come Protapirus, dell'Oligocene nordamericano ed europeo. La corporatura e le dimensioni sono maggiori di quelle dei suoi antenati, e in linea generale assomigliava già a un piccolo tapiro. La proboscide, in questo caso, era già presente. Dal Miocene, generi come Miotapirus erano già quasi indistinguibili dalle specie odierne. Tuttavia nel Miocene i fossili si fanno via via più scarsi, anche se è certo che alcuni tapiri passarono attraverso la Beringia e colonizzarono Asia ed Europa (Paratapirus). In Nordamerica i fossili più interessanti appartengono a Miotapirus, vissuto circa 20 milioni di anni fa e già di dimensioni ragguardevoli, e a Nexuotapirus, particolarmente primitivo. Un altro tapiride poco conosciuto è Tapiriscus, di piccole dimensioni, del Miocene europeo. Originariamente, si credeva che i tapiri asiatici e quelli americani si fossero separati geneticamente circa 20-30 milioni di anni fa. Successivamente, i tapiri migrarono dal Nord America al Sud America circa 3 milioni di anni fa, come parte del grande scambio americano.
Il Pleistocene e le glaciazioni portano alla diversificazione e alla diffusione dei tapiri nell'emisfero settentrionale, dove si sono estinsero circa 10.000 anni fa. T. merriami, T. veroensis, T. copei e T. californicus si estinsero durante il Pleistocene in Nord America. Forme di grandi dimensioni, come il tapiro gigante sopravvissero fino a circa 4.000 anni fa, in Cina.
In uno studio del 2013 sul sequenziamento del DNA mitocondriale, è stato stabilito che il ceppo genetico di T. kaboman si distacco da quello di T. terrestris circa 0,5 milioni di anni fa, mentre il ceppo di T. bairdii si separò da quello degli altri tapiri sudamericani circa 5 milioni di anni fa. Il ceppo genetico del genere Acrocodia si separò da quello dei tapiri sudamericani circa 9 milioni di anni fa. T. pinchaque nasce dall'interno di un complesso parafiletico di popolazioni di T. terrestris.
|  | T. terrestris (Tapiro del Sudamerica, popolazione dell'Ecuador) |
|  |                                                                 |
|  | T. pinchaque (Tapiro delle Ande)                                |
|  |                                                                 |
|  | T. terrestris (Tapiro del Sudamerica, altre popolazioni)        |
|  |                                                                 |

|  | Tapirus kabomani |
|  |                  |

|  | T. terrestris (Tapiro del Sudamerica, popolazione dell'Ecuador) |
|  |                                                                 |
|  | T. pinchaque (Tapiro delle Ande)                                |
|  |                                                                 |
|  | T. terrestris (Tapiro del Sudamerica, altre popolazioni)        |
|  |                                                                 |

|  | Tapirus kabomani |
|  |                  |

|  | T. bairdii (Tapiro di Baird) |
|  |                              |

|  | T. terrestris (Tapiro del Sudamerica, popolazione dell'Ecuador) |
|  |                                                                 |
|  | T. pinchaque (Tapiro delle Ande)                                |
|  |                                                                 |
|  | T. terrestris (Tapiro del Sudamerica, altre popolazioni)        |
|  |                                                                 |

|  | Tapirus kabomani |
|  |                  |

|  | T. terrestris (Tapiro del Sudamerica, popolazione dell'Ecuador) |
|  |                                                                 |
|  | T. pinchaque (Tapiro delle Ande)                                |
|  |                                                                 |
|  | T. terrestris (Tapiro del Sudamerica, altre popolazioni)        |
|  |                                                                 |

|  | Tapirus kabomani |
|  |                  |

|  | T. bairdii (Tapiro di Baird) |
|  |                              |

|  | T. terrestris (Tapiro del Sudamerica, popolazione dell'Ecuador) |
|  |                                                                 |
|  | T. pinchaque (Tapiro delle Ande)                                |
|  |                                                                 |
|  | T. terrestris (Tapiro del Sudamerica, altre popolazioni)        |
|  |                                                                 |

|  | Tapirus kabomani |
|  |                  |

|  | T. terrestris (Tapiro del Sudamerica, popolazione dell'Ecuador) |
|  |                                                                 |
|  | T. pinchaque (Tapiro delle Ande)                                |
|  |                                                                 |
|  | T. terrestris (Tapiro del Sudamerica, altre popolazioni)        |
|  |                                                                 |

|  | Tapirus kabomani |
|  |                  |

|  | T. bairdii (Tapiro di Baird) |
|  |                              |

|  | T. terrestris (Tapiro del Sudamerica, popolazione dell'Ecuador) |
|  |                                                                 |
|  | T. pinchaque (Tapiro delle Ande)                                |
|  |                                                                 |
|  | T. terrestris (Tapiro del Sudamerica, altre popolazioni)        |
|  |                                                                 |

|  | Tapirus kabomani |
|  |                  |

|  | T. terrestris (Tapiro del Sudamerica, popolazione dell'Ecuador) |
|  |                                                                 |
|  | T. pinchaque (Tapiro delle Ande)                                |
|  |                                                                 |
|  | T. terrestris (Tapiro del Sudamerica, altre popolazioni)        |
|  |                                                                 |

|  | Tapirus kabomani |
|  |                  |

|  | T. bairdii (Tapiro di Baird) |
|  |                              |

|  | T. terrestris (Tapiro del Sudamerica, popolazione dell'Ecuador) |
|  |                                                                 |
|  | T. pinchaque (Tapiro delle Ande)                                |
|  |                                                                 |
|  | T. terrestris (Tapiro del Sudamerica, altre popolazioni)        |
|  |                                                                 |

|  | Tapirus kabomani |
|  |                  |

|  | T. terrestris (Tapiro del Sudamerica, popolazione dell'Ecuador) |
|  |                                                                 |
|  | T. pinchaque (Tapiro delle Ande)                                |
|  |                                                                 |
|  | T. terrestris (Tapiro del Sudamerica, altre popolazioni)        |
|  |                                                                 |

|  | Tapirus kabomani |
|  |                  |

|  | T. bairdii (Tapiro di Baird) |
|  |                              |

|  | T. terrestris (Tapiro del Sudamerica, popolazione dell'Ecuador) |
|  |                                                                 |
|  | T. pinchaque (Tapiro delle Ande)                                |
|  |                                                                 |
|  | T. terrestris (Tapiro del Sudamerica, altre popolazioni)        |
|  |                                                                 |

|  | Tapirus kabomani |
|  |                  |

|  | T. terrestris (Tapiro del Sudamerica, popolazione dell'Ecuador) |
|  |                                                                 |
|  | T. pinchaque (Tapiro delle Ande)                                |
|  |                                                                 |
|  | T. terrestris (Tapiro del Sudamerica, altre popolazioni)        |
|  |                                                                 |

|  | Tapirus kabomani |
|  |                  |

|  | T. bairdii (Tapiro di Baird) |
|  |                              |

|  | T. terrestris (Tapiro del Sudamerica, popolazione dell'Ecuador) |
|  |                                                                 |
|  | T. pinchaque (Tapiro delle Ande)                                |
|  |                                                                 |
|  | T. terrestris (Tapiro del Sudamerica, altre popolazioni)        |
|  |                                                                 |

|  | Tapirus kabomani |
|  |                  |

|  | T. terrestris (Tapiro del Sudamerica, popolazione dell'Ecuador) |
|  |                                                                 |
|  | T. pinchaque (Tapiro delle Ande)                                |
|  |                                                                 |
|  | T. terrestris (Tapiro del Sudamerica, altre popolazioni)        |
|  |                                                                 |

|  | Tapirus kabomani |
|  |                  |

|  | T. bairdii (Tapiro di Baird) |
|  |                              |

|  | T. terrestris (Tapiro del Sudamerica, popolazione dell'Ecuador) |
|  |                                                                 |
|  | T. pinchaque (Tapiro delle Ande)                                |
|  |                                                                 |
|  | T. terrestris (Tapiro del Sudamerica, altre popolazioni)        |
|  |                                                                 |

|  | Tapirus kabomani |
|  |                  |

|  | T. terrestris (Tapiro del Sudamerica, popolazione dell'Ecuador) |
|  |                                                                 |
|  | T. pinchaque (Tapiro delle Ande)                                |
|  |                                                                 |
|  | T. terrestris (Tapiro del Sudamerica, altre popolazioni)        |
|  |                                                                 |

|  | Tapirus kabomani |
|  |                  |

|  | T. bairdii (Tapiro di Baird) |
|  |                              |

## Genetica

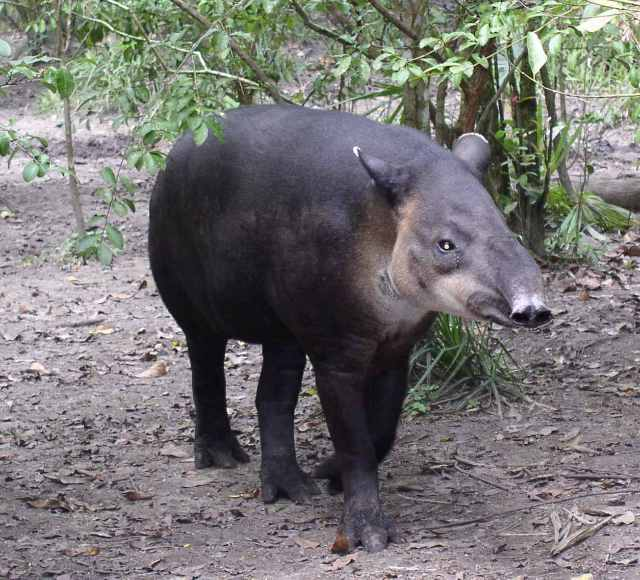
Tapiro di Baird

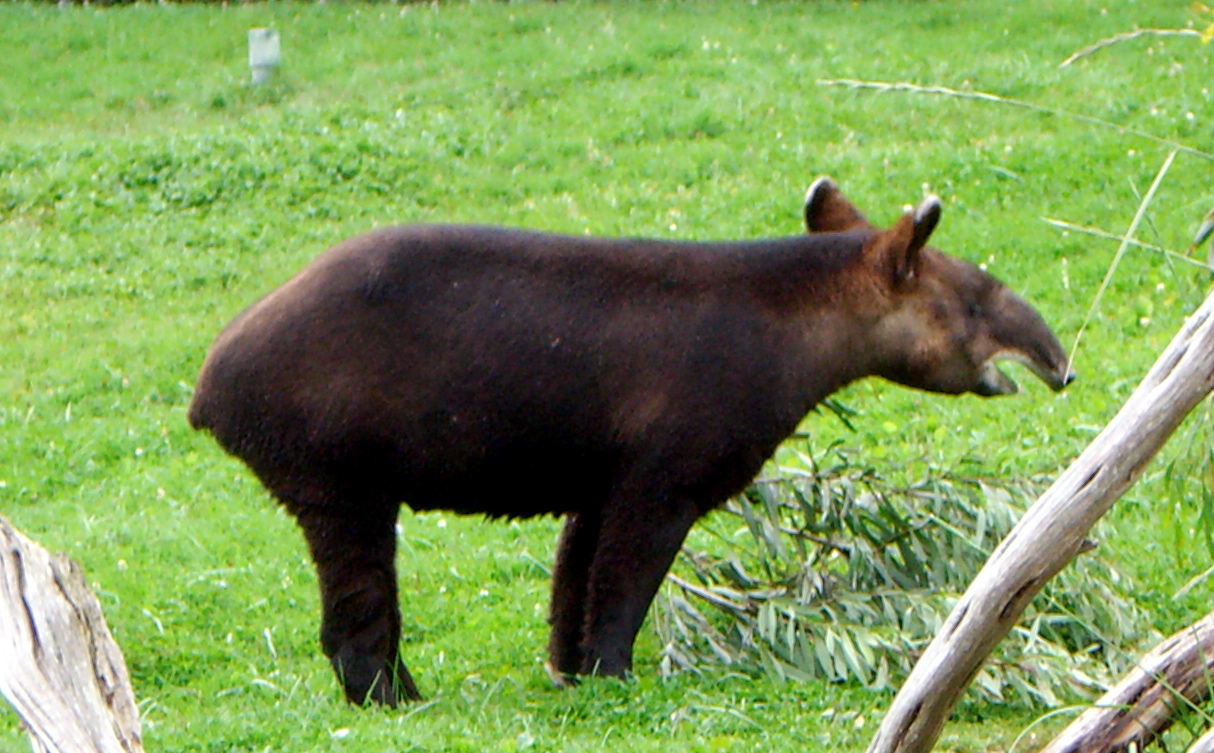
Un tapiro delle Ande, la specie più pelosa e più minacciata

Le diverse specie di tapiro hanno i seguenti numeri cromosomici:
| Tapiro dalla gualdrappa, A. indica | 2n = 52 |
| Tapiro delle Ande, T. pinchaque    | 2n = 76 |
| Tapiro di Baird, T. bairdii        | 2n = 80 |
| Tapiro sudamericano, T. terrestris | 2n = 80 |

Il tapiro dalla gualdrappa, la specie più isolata geograficamente e geneticamente, ha un numero di cromosomi significativamente inferiore ed è stato riscontrato che condivide meno omologie con i tre tapiri sudamericani. Sono stati trovati anche un certo numero di autosomi conservati (13 tra i cariotipi del tapiro di Baird e del tapiro sudamericano e 15 tra il tapiro di Baird e il tapiro delle Ande) nelle specie americane che non si trovano nella specie asiatica. Tuttavia, la vicinanza geografica non è un predittore assoluto di somiglianza genetica; per esempio, le preparazioni a fascia G hanno rivelato che i tapiri dalla gualdrappa, di Baird e sudamericani hanno cromosomi X identici, mentre i tapiri delle Ande sono separati da un'aggiunta/delezione eterocromatica.
La mancanza di diversità genetica nelle popolazioni di tapiri è diventata una delle principali fonti di preoccupazione per gli ambientalisti. La perdita dell'habitat ha isolato già piccole popolazioni di tapiri selvatici, mettendo ogni gruppo in maggiore pericolo d'estinzione. Anche negli zoo, la diversità genetica è limitata; tutti i tapiri delle Ande in cattività, per esempio, discendono solo da due individui selvatici.
Intorno al 1969, lo zoo di San Francisco cominciò a ad incrociare i tapiri di Baird e i tapiri sudamericani, ibridi che in seguito produssero una seconda generazione di backcross.